# Тарасівка (Козинська селищна громада)
Тара́сівка — село в Україні, в Обухівському районі Київської області. Входить до складу Козинської селищної громади.
Населення становить 155 осіб. Село розташоване серед соснового бору.

Вулиця Шевченка у селі Тарасівка